# Nakajima Ki-11
Il Nakajima Ki-11 (中島 キ11 (航空機)?, Ki-jyuichi Kokūki) fu un caccia monomotore ad ala bassa sviluppato dall'azienda giapponese Nakajima Hikōki KK nei primi anni trenta e rimasto allo stadio di prototipo.
Realizzato per rispondere ad una specifica emessa dal Dai-Nippon Teikoku Rikugun Kōkū Hombu, la componente aerea dell'esercito imperiale giapponese, nel corso di una valutazione comparativa gli fu preferito il biplano Kawasaki Ki-10 tuttavia, benché non avviato alla produzione in serie, il modello servì come base di sviluppo del Nakajima Ki-12, anche questo costruito in un solo esemplare, e del successivo Nakajima Ki-27 avviato alla produzione in serie.

## Storia del progetto
Nei primi anni trenta il Dai-Nippon Teikoku Rikugun (l'esercito imperiale giapponese) espresse la necessità di rinnovare la propria flotta di velivoli in uso ai propri reparti da caccia, fino a quel momento basati sul biplano Nakajima Type 91 che nonostante fosse stato avviato alla produzione in serie dalla fine del 1931 aveva manifestato delle carenze nella stabilità di volo che ne consigliavano la sostituzione. A tale scopo venne emessa una specifica alla quale risposero la Kawasaki Jūkōgyō KK e la Nakajima Hikōki KK.
Le fonti consultate attestano che nello stesso periodo fu emessa una specifica che riguardava un modello dalla configurazione alare monoplana in grado di raggiungere una velocità massima di almeno 380 km/h e di esprimere prestazioni equivalenti a quelle fornite dal britannico Hawker Fury o dallo statunitense Boeing P-26A, al fine di sostituire nei reparti di prima linea, oltre ai Type 91, anche i Kawasaki Type 92. A questa specifica farà seguito l'innovativo Kawasaki Ki-5 che però non fu in grado di raggiungere le prestazioni indicate, tuttavia le fonti non sono concordi se la specifica fosse stata modificata in seguito all'insuccesso del Ki-5 o se il più convenzionale Kawasaki Ki-10, proposto in sua sostituzione, fosse un progetto sviluppato parallelamente.
La Nakajima affidò il progetto all'ingegnere giapponese Sinroku Inoue che, supervisionato dal progettista capo dell'azienda Tei Koyama, disegnò un velivolo dall'aspetto moderno, un monomotore in configurazione traente, monoposto a velatura monoplana e carrello d'atterraggio fisso che faceva largo uso delle leghe leggere, simile e presumibilmente ispirato al Boeing P-26. Il primo prototipo, portato in volo nel 1934, venne in seguito inviato per la valutazione comparativa davanti alla commissione esaminatrice dell'esercito dove si trovò a competere con il Kawasaki Ki-10 dalla velatura biplana che riproponeva l'impostazione classica del modello che era destinato a sostituire. Benché il modello proposto dalla Nakajima si fosse rivelato superiore come velocità massima la commissione decise di privilegiare le doti di maneggevolezza ritenute più importanti in fase di combattimento giudicando complessivamente migliore il Ki-10 e raccomandandone l'avvio della produzione in serie. Questo determinò il termine del progetto ma non il suo completo abbandono; l'esperienza acquisita venne infatti riversata sul seguente Ki-27 che, al contrario del Ki-11, riuscì ad ottenere una manovrabilità eccellente, grazie all'adozione di una nuova ala, che gli consentì di superare i modelli concorrenti aggiudicandosi l'avvio della produzione in serie.

## Tecnica
Il Ki-11 era un modello realizzato in tecnica mista e dall'aspetto, per l'epoca, moderno che riprendeva l'impostazione tecnica dei caccia che venivano sviluppati in occidente nello stesso periodo abbandonando la velatura biplana per quella monoplana ed introducendo sempre più massicciamente interi elementi costruiti in lega leggera.
La fusoliera, monoscocca ed interamente realizzata in duralluminio, era caratterizzata dal singolo abitacolo occupato dal pilota, nei primi tre prototipi aperto e chiuso da un tettuccio apribile a scorrimento solo nell'ultimo. Posteriormente terminava in un impennaggio classico monoderiva dai piani orizzontali a sbalzo.
La configurazione alare era monoplana, con l'ala realizzata in tre parti, quella centrale in duralluminio e le due esterne in legno ricoperte di pannelli di compensato e tela trattata, caratterizzata da un sensibile angolo di diedro positivo e rinforzata da aste di controvento che la collegavano superiormente direttamente alla fusoliera ed inferiormente agli elementi anteriori del carrello.
Il carrello d'atterraggio era un biciclo fisso "a pantalone" realizzato anch'esso con rilevanti parti in duralluminio, caratterizzato da robuste gambe di forza anteriori ammortizzate e carenate che lasciavano scoperta una minima parte delle ruote alla ricerca della migliore pulizia aerodinamica possibile, integrato posteriormente da un pattino d'appoggio anch'esso ammortizzato.
La propulsione era affidata ad un motore Nakajima Ha-1-3, un radiale 9 cilindri raffreddato ad aria capace di esprimere, in quella versione, 550 hp (410 kW), collocato all'apice anteriore della fusoliera racchiuso da una cappottatura metallica ed abbinato ad un'elica, nei prototipi 1, 2 e 4 bipala e nel terzo tripala, a passo variabile.
L'armamento proposto consisteva in una coppia di mitragliatrici Type 89 calibro 7,7 mm posizionate in caccia tra i cilindri del motore, dotate di un dispositivo di sincronizzazione che permetteva di sparare senza conseguenze attraverso il disco dell'elica.

## Impiego operativo
Dopo l'assegnazione della produzione al Ki-10 i prototipi rimasero inizialmente inutilizzati e stoccati presso i magazzini dell'azienda. Per cercare di recuperare gli investimenti spesi la Nakajima tentò di vendere il progetto sul mercato dell'aviazione militare del sudest asiatico senza però ottenere alcun riscontro.
I primi tre prototipi vennero quindi utilizzati dall'azienda come laboratori volanti per testare diversi tipi di motori ed attrezzature da riversare nei modelli di produzione futura, mentre il quarto, che nell'occasione ottenne la designazione AN-1, venne acquistato dalla direzione del quotidiano Asahi Shinbun per utilizzarlo come aereo da collegamento. Immatricolato con le marche civili J-BBHA, svolse anche le mansioni di corriere veloce ed usato per voli di ricognizione e raccolta di notizie. Il 31 dicembre 1935 riuscì inoltre, ai comandi del pilota Mosaburo Niino, a stabilire un primato di velocità massima nazionale relativo a velivoli civili, volando sulla rotta da Tokyo ad Osaka in 1 h e 25 min e raggiungendo in seguito, sulla stessa tratta e pilotato da Masaaki Iinuma, una velocità media di 398,1 km/h. Il primato rimase imbattuto per oltre un anno, superato solo nel 1937 dallo stesso Iinuma ai comandi del Mitsubishi Karigane "Kamikaze" (versione civile del Mitsubishi Ki-15) marche J-BAAI.

## Utilizzatori

### Militari
Giappone
- Dai-Nippon Teikoku Kaigun Kōkū Hombu

### Civili
Giappone
- Asahi Shinbun